# 술역항
술역항은 경상남도 거제시 둔덕면 술역리에 있는 어항이다. 2003년 2월 3일 어촌정주어항으로 지정하여 관리하고 있다. 시설관리자는 거제시장이다.

## 어항 연혁
- 기성현(岐城縣)때 육지 통영시(統營市)와 농수산물과 공산품을 운송하던 곳으로 수역(水驛)이라 하였으며 의종왕이 쫓겨왔을때는 시종문무관의 관수용이 불어나 항구의 역할을 충족하였으니 선박의 입출항이 계속 많이 있었으므로 이을술과 또역, 클역자로 바꾸어 술역(述驛)이라 하였다.

## 어항 구역
- 수역: 102,800m2(거제시 둔덕면 술역리 789-8번지 수역)
- 육역: 5,050m2

## 어항 시설
- 물양장, 선착장

## 주요 어종
- 장어, 굴, 멍게, 감성돔, 노래미